# Cuadro de la capilla Contarelli
El Cuadro de la capilla Contarelli o las Tablas de la capilla Contarelli, forman un conjunto de tres grandes lienzos pintados por Caravaggio entre 1599 y 1602 en un pedido inicial del cardenal Matteo Contarelli para la capilla Contarelli de la Iglesia de San Luis de los Franceses (Roma), que se finalizó después de su muerte, por albaceas testamentarios. La intervención del cardenal Francesco Maria Del Monte, protector de Caravaggio, fue determinante para la obtención de este contrato, que es el más importante de la joven carrera del pintor, cuando todavía no contaba con los 30 años. Las obras evocan tres etapas principales en la vida del apóstol San Mateo: su llamada a través de Jesucristo( La vocación de San Mateo), su escritura del Evangelio guiada por un ángel ( La inspiración de San Mateo ) y su martirio ( El martirio de San Mateo ). Todavía se conservan en la iglesia de San Luis de los Franceses.
Mientras Caravaggio trabajó especialmente rápido, la instalación de las pinturas se realizaron lentamente y por etapas: en primer lugar se abordó los dos lienzos laterales que representan la vocación y el martirio y que fueron colgados en 1600, luego se decidió añadir un cuadro con el ángel para reemplazar una estatua que no era satisfactoria; pero este cuadro debió rehacerse porque su primera versión fue rechazada. En 1603, todo está finalmente en su lugar de forma permanente y se vuelve muy popular, aunque a veces duras críticas son emitidas en contra de sus aspectos innovadores, en particular contra el naturalismo de su pintura y en contra de cierta elección teológica.
La fama de Caravaggio, que es el primer pedido con destino público, se aumenta considerablemente. Su trabajo comienza a ser verdaderamente conocido, en el medio de la pintura romana, como por el público en general.

## Contexto

### Arte y religión en Roma

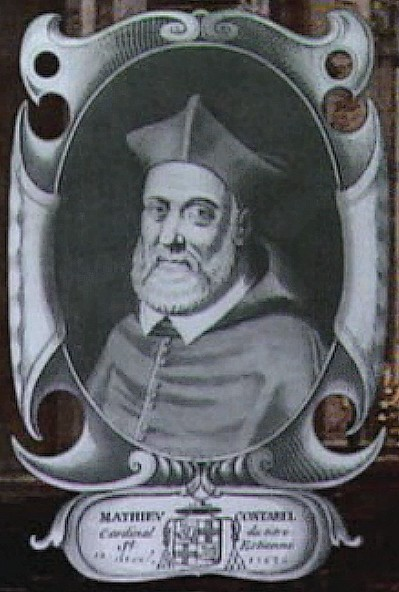
Grabado de un hombre representado a medio cuerpo, en vestidura de cardenal. Bajo el retrato aparece una cartela cn su nombre y su escudo. El cardenal Contarelli hizo decorar su capilla privada en la iglesia de San Luis de los Franceses en Roma.

La iglesia de San Luis de los franceses fue construida a partir de 1518 en Roma, entre el Panteón y Piazza Navona; propiedad de Francia, estaba destinada a los peregrinos franceses que iban a la ciudad papal. El período de 70 años de su construcción están marcados por varios episodios de las guerras religiosas que se produjeron en Europa (incluyendo el episodio de San Bartolomé en 1572), y el papado hizo una elección deliberada de propaganda religiosa católica: conclusiones el Concilio de Trento, que finalizó en 1563, incluyendo un enfoque en el papel crucial de las imágenes religiosas para difundir la fe.
Los reinados de los papas Sixto V y Clemente VIII (cuyo reinado coincidió con el período de estancia en Roma de Caravaggio: 1592-1605) se caracterizaron por una intensa actividad artística, en un contexto de retorno a las raíces cristianas de la pintura. La Academia de San Lucas renació en 1593, liderada por Federico Zuccari. El cardenal Federico Borromeo, prelado influyente, es inicialmente el protector, pero se convierte en arzobispo de Milán en 1596; le sucede el cardenal Francesco Maria del Monte y el viejo cardenal Paleotti, exmiembro del Concilio de Trento y autor de un tratado sobre arte. Por lo tanto, es un período favorable a encargos oficiales, con cierta apertura por parte del clero hacia nuevas formas artísticas: los éxitos registrados por Jan Brueghel de Velours, por Federico Barocci o por Annibale Carracci dan testimonio de una marcada tendencia a «el arte de lo real», en oposición, en particular, a una cierta forma de manierismo.
Fue en esta Roma que vivió el prelado francés Mateo Cointrel, cuyo nombre está comúnmente italianizado en Contarelli, y se elevó al rango de cardenal en diciembre de 1583. Contarelli está cerca del papa Gregorio XIII, que reina desde 1572 hasta 1585. Después de haber contribuido en gran medida a la financiación de San Luis de los franceses —especialmente para trabajos de fachada— Contarelli dota una capilla para su entierro, 4  la primera a la izquierda del altar mayor, que había adquirido en 1565.

### Éxito de Caravaggio

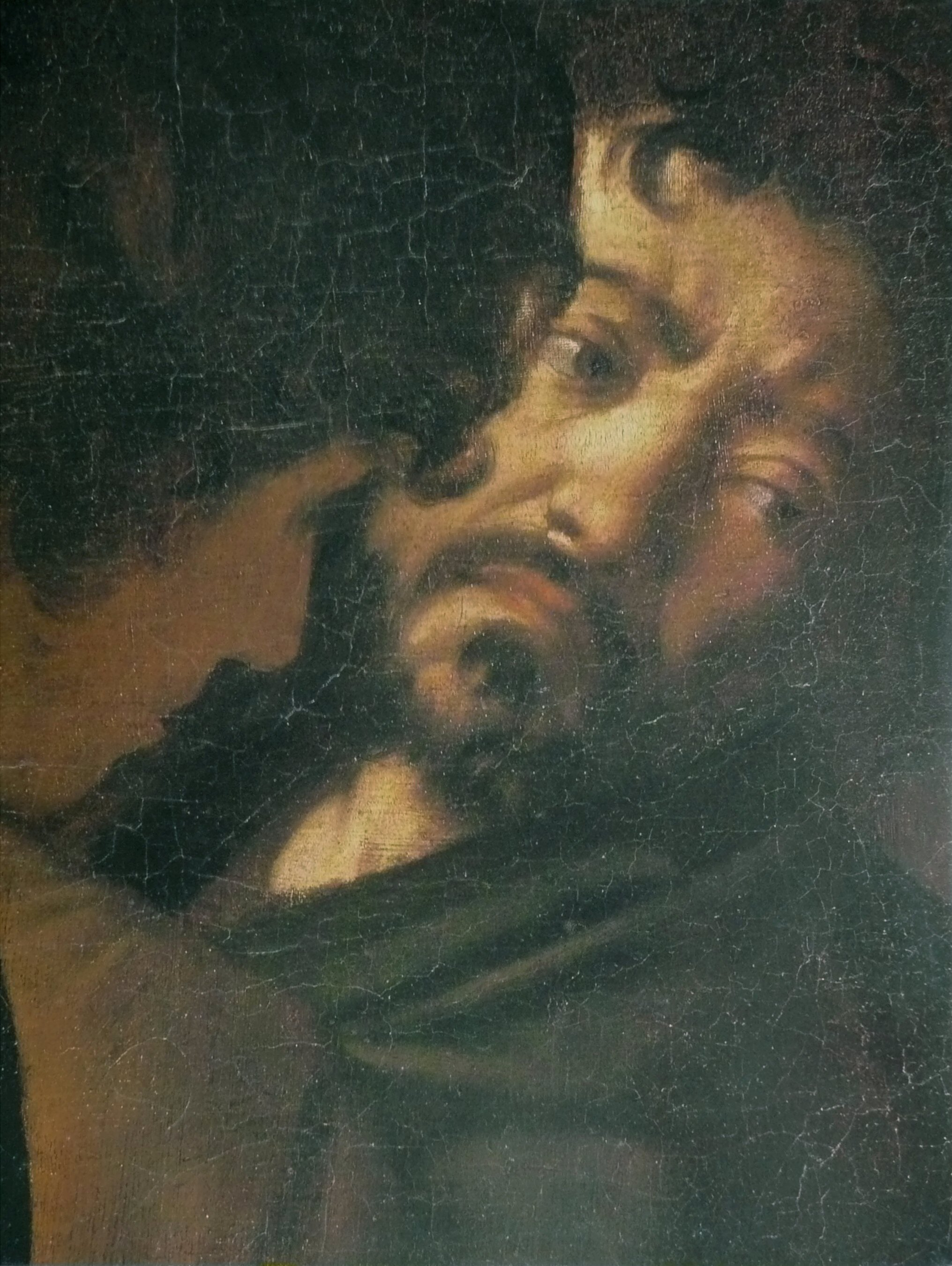
Autorretrato de Caravaggio (detalle en el El martirio de San Mateo).

Después de recibir su formación inicial en Milán, Caravaggio se trasladó a Roma a principios de la década de 1590, tal vez en el verano de 1592, cuando tenía alrededor de veinte años. Realiza varios talleres para trabajar en diversas obras de pequeño formato, flores, frutas, etc. A fines de la década de 1590, el cardenal del Monte descubrió sus pinturas y lo tomó bajo su protección: incluso lo instaló bajo su techo en el Palazzo Madama, su residencia oficial desde 1589 su residencia oficial desde 1589 como representante del Gran Duque de Toscana, Fernando I de Médici. El Palazzo -hoy sede del Senado italiano- está ubicado exactamente al lado de la iglesia de San Luis de los franceses. Es probable, sin embargo, que más bien Caravaggio fuera instalado en el Palazzo Firenze. Nadie más que el cardenal Del Monte lo utilizaba además del Palazzo Madama: este edificio tenía cuartos subterráneos equipados con tomas de aire que dejaban pasar la luz del día y que se correspondería perfectamente con las necesidades de iluminación para la serie de pinturas de la capilla Contarelli.
A pesar del éxito que estaba comenzando a encontrar en el mundo del arte, como muestra el mecenazgo del cardenal, Caravaggio todavía no se había beneficiado de las comisiones oficiales y no había producido ninguna obra de temática religiosa. San Mateo representa para él una novedad. Las pinturas de la capilla Contarelli constituyeron así su primera comisión pública, El éxito fue tan intenso e inmediato que incluso antes de haber completado esta orden, recibe otra, igualmente prestigiosa, de Tiberio Cerasi para la Basílica de Santa María del Popolo.

## Comisiones públicas

### Vacilaciones y retratos

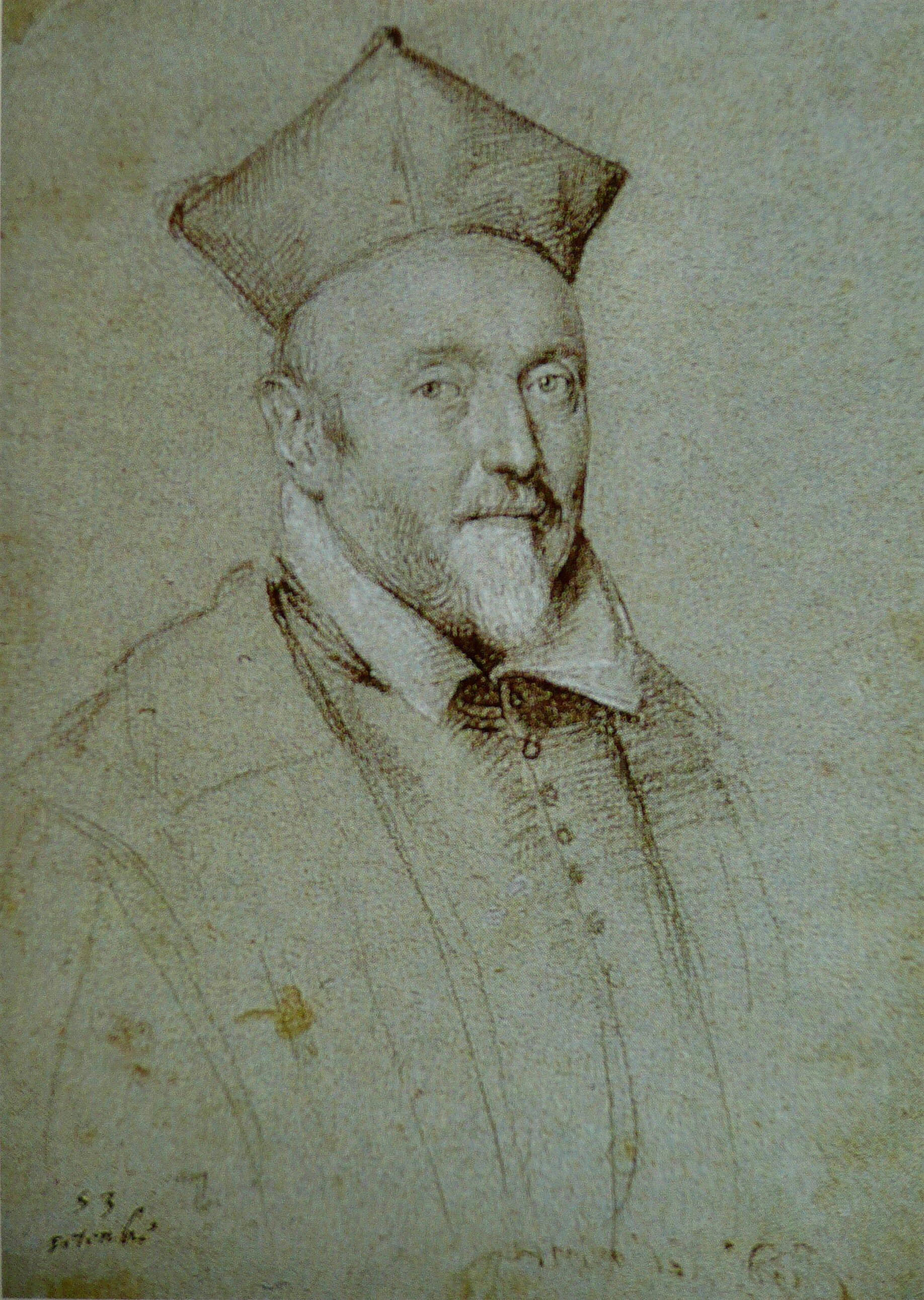
Cardenal Del Monte, mecenas yprotector de Caravaggio, gracias a él, consiguió el contrato de la capilla Contarelli. Retrato de Ottavio Leoni, 1616. Musée Ringling, Sarasota (Florida).

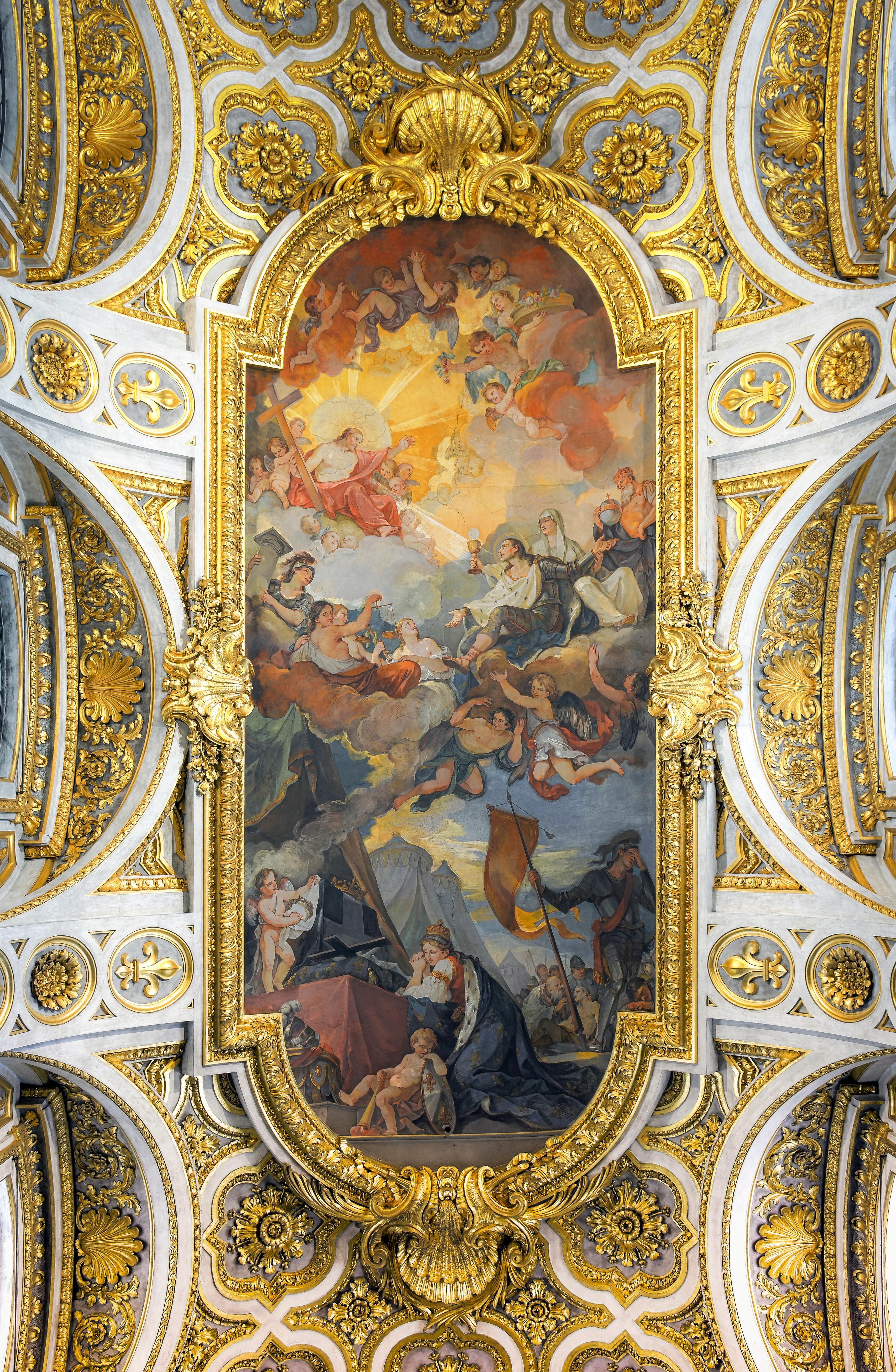
Fresco de la bóveda de la capilla realizado por el Caballero de Arpino.

Poco antes de morir en 1585, Contarelli eligió al pintor Girolamo Muziano para pintar seis escenas de la vida de San Mateo en el retablo, las paredes y la bóveda; Muziano pero falleció a su vez en 1592 sin haber empezado a trabajar. Así que son los herederos del cardenal,  Melchior Crescenzi y su sobrino Virgilio, quienes asumen la responsabilidad de continuar el trabajo, que ellos solicitan a Giuseppe Cesari, también conocido como el Caballero de Arpino. Este realiza bien el fresco en la bóveda en 1593, así como otros dos que representan un Milagro de San Mateo y dos grupos de dos profetas, pero finalmente no proporciona ninguno de los lienzos también solicitados. Sin embargo, dibuja un dibujo preparatorio para una Vocación de San Mateo, pero sin ir más lejos. Además, una estatua fue encargada desde 1587 al escultor Jacob Cobaert para colocarla sobre el altar, una estatua que se terminó e instaló en 1602.
La elección para pasar pinturas de orden y no un fresco decorativo para decorar una capilla romana es una innovación propia en la década 1590-1600. Hay pocos ejemplos anteriores en Roma: las pinturas de Muziano para la Basílica de Santa María en Aracoeli en Roma en particular, se producen entre 1586 y 1589 y también cubren escenas de la vida de San Mateo. Pero esta tendencia, nueva en el momento, se espera que dure.
Virgilio Crescenzi murió en 1592 y su albacea pasa a ser el cardenal Del Monte, miembro de la Fábrica de San Pedro dirige y organiza el trabajo del clero en el Vaticano, por lo que es probable, como escribió Giovanni Baglione, su primer biógrafo, que del Monte satisficiera a Melchior Crescenzi, y a François Cointrel —sobrino del cardenal fallecido— y solicitara a Caravaggio para decorar las paredes laterales de la bóveda. De acuerdo con Giovanni Pietro Bellori, su biógrafo del siglo XVII, Caravaggio incluso pertenece a la casa del obispo Crescenzi por recomendación del Cavalier Marin —que no está atestiguado en otra parte— y produjo retratos de los dos patrocinadores que ahora han desaparecido. De esta forma, Del Monte puede, con su intervención, impulsar la carrera de su protegido y mostrar todo el interés que tiene con Francia.

### Lienzos laterales
Finalmente, se pasó una orden a Caravaggio en 1599, cuando los administradores de la iglesia decidieron reabrir la capilla Contarelli para el culto. Un contrato fechado el 23 de julio de 1599 proporciona $ 400 escudos, para las dos pinturas laterales, que se inauguraron un año más tarde, en julio del año santo 1600: eran La Vocación y el Martirio de san Mateu tomando su lugar en ambos lados del altar. La realización de estos dos lienzos cuadros fue particularmente rápida.Jaubert, 1998.

### Lienzo del altar
La estatua de Cobaert, recién instalada en el altar en 1602, finalmente fue rechazada por la congregación de San Luis; fue terminada por otro escultor Pompeo Ferrucci (que carecía de ángel) y se instala en otra iglesia romana: la iglesia de la Santísima Trinidad de los Pellegrini. Otro comisiónse se le pasa a Caravaggio en 1602 para reemplazar la estatua de Cobaert: el pintor debe crear un retablo para el altar mayor que represente a San Mateo y el Ángel. Este lienzo fue instalado el 26 de mayo del mismo año, día de Pentecostés, pero se rechazó de nuevo por los patrocinadores: Caravaggio propone inmediatamente otra versión, esta vez aceptado y permanentemente instalado a partir de febrero de 1603, en el centro de la capilla toda cubierta con mármoles multicolores.
La propuesta de una segunda versión casi inmediata de Mateo y el ángel ahora se especula sobre la base de fuentes documentales consistentes, pero socava las pretensiones de Roberto Longhi sobre esto en sus textos fundadores de la década de 1920. Distingue claramente el estilo de los dos lienzos sucesivos y dice que el primero es mucho más anterior: para él, este Mateo grosero y sin educación se produjo alrededor de 1592, ocho años antes de la adhesión de Caravaggio a la «madurez» en el año 1600.

### Recepción

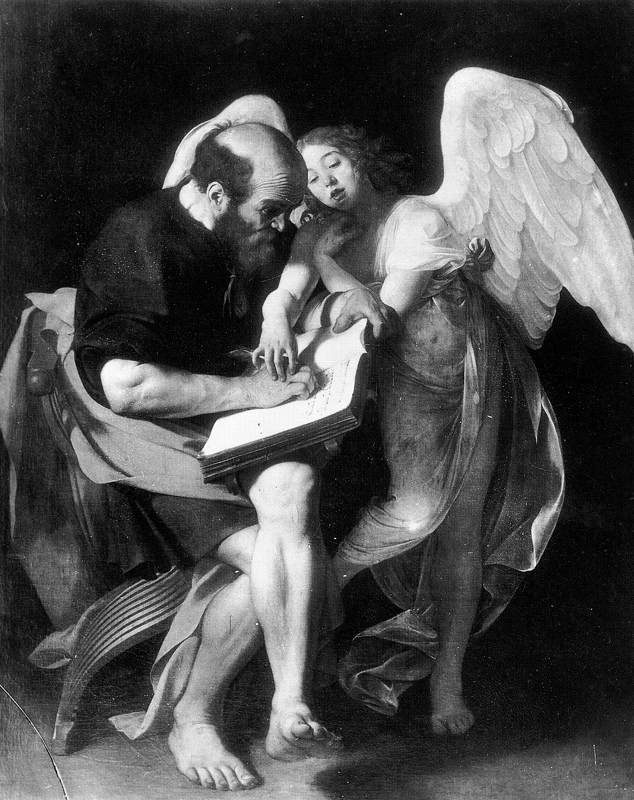
Sant Mateo y el Ángel, primera versión probablemente rechazada por los patrocinadores. La pintura se destruyó en Berlín durante el bombardeo de 1945; todo lo que queda es esta fotografía en blanco y negro.

A pesar de la velocidad con que Caravaggio —incluso para realizar una segunda versión radicalmente diferente de su San Mateo y el Ángel— realizó la instalación de los dos lienzos laterales (1600) y el del altar (1602), refleja los retrasos significativos en completar el trabajo del edificio. Cansados de esperar durante treinta años, los sacerdotes de la iglesia alimentan un cierto resentimiento hacia los Crescenzi. En este contexto tenso, es posible que Caravaggio con la elección radical para la última tabla (San Mateo y el ángel) fuera mal recibido y dio lugar a un rápido rechazo. Esto es lo que dice su biógrafo Bellori:

"(...) cuando terminó la imagen central de la Historia de Mateo y la colocó en el altar, los sacerdotes la quitaron con el pretexto de que esta figura no tenía ni la nobleza ni la apariencia. de un santo, sentado como estaba, con las piernas cruzadas, mostrando los pies a la gente. Caravaggio estaba desesperado por tal afrenta al primer trabajo que realizaba para una iglesia (...)
- Giovanni Bellori, Vie du Caravage, 1672.

Baglione, gran adversario de Caravaggio, sin embargo, no puede evitar testificar el éxito crítico de los objetos expuestos, pero dice que es «malos actores» los que alaban las tablas; se añade una nota indicando que la perfidia de este éxito se debe a la proximidad de las obras de Caballero de Arpino —en la bóveda, que está «muy bien pintada»—, e incluso acusa de fraude de Caravaggio al Marqués Giustiniani vendiéndole el primer Mateo y el Ángel, aquel a quien «nadie había querido». También informa de las palabras del influyente Federico Zuccari que viene a ver las pinturas y, «Riendo y maravillado por tanto alboroto», dice no ver nada más que la idea es de Giorgione, sin duda más que notable pintor, pero ya desaparecido durante casi un siglo (en 1510):«Io non ci vedo altro che il pensiero di Giorgione.» 
Las observaciones ácidas de eterno rival de Baglione, sin embargo, no corresponden a la realidad histórica, que muestra en cambio, que el éxito de Caravaggio fue importante y le ofreció la oportunidad para nuevos pedidos.
Entre sus admiradores contemporáneos, el pintor Rubens observó cuidadosamente la obra de Caravaggio en la capilla —y, aún más, pues proporciona la ventaja sobre la capilla Cerasi— y probablemente tiene uno de los personajes de La Vocación —el joven sentado de espaldas— en varios diseños.
Gérard-Julien Salvy hace hincapié en que el naturalismo es el que en las pinturas de la capilla Contarelli podía «ofender» a la escuela académica romana de la época. Cita el crítico Zolotov en un artículo de 1979, ve en Zuccari un eco de la tensión entre la escuela romana y las innovaciones lombardo-venecianas de Caravaggio en su insistencia «en la naturaleza, en el elemento de la pintoresca naturaleza»; pero para Salvy, los admiradores contemporáneos de la obra de Caravaggio deben haber estado particularmente conmovidos por el aspecto contemplativo y el «profundo recuerdo de los personajes» que emerge «un sentimiento dramático expresado de otra manera que a través de las formas de la invención retórica romana».
En el nivel teológico, el rechazo de Mateo y el Ángel «descalzos», con las características sucias y burdas se puede explicar por la aparente vulgaridad del personaje; pero la más fiel representación del mismo en Mateo en la Vocación es potencialmente tan sorprendente como esta exactitud literal tampoco es coherente con el espíritu de los partidarios del academismo romano: Salvy habla de ello como de una «ortodoxia provocativa y revolucionaria».
Hipótesis alternativa
Aunque el reemplazo del primer San Mateo y el Ángel por una segunda versión está claramente atestiguado, quedan algunas dudas sobre el hecho de que la primera pintura fuera rechazada. Para Sybille Ebert-Schifferer, especialista de Caravaggio, esto no encaja bien con el éxito de la estima que se encontraba el pintor en ese momento. Según ella, la primera pintura se instala ya en 1599 pero temporalmente, hasta la instalación del grupo esculpido por  Cobaert —y por lo tanto antes de la realización de las dos tablas laterales—. El cuadro es muy bien recibido, es Giustiniani quien lo compró en ese momento. Los lienzos laterales se instalan tal como se esperaba, luego llega la estatua de Cobaert pero es esta escultura quien es rechazada: luego se dirigen a Caravaggio que ofrece un segundo San Mateo y el Ángel, que lo aprecian más que el anterior. Habría una confusión histórica entre la negativa de la estatua de Cobaert y la de la pintura de Caravaggio, confusión tal vez deseada por el rival  Baglione. Para crítico Alfred Moir, también es inverosímil este rechazo, y considera que este «supuesto rechazo (...) parece difícil de defender».
Sin embargo, esta es únicamente una hipótesis de investigación que no es ampliamente aceptada.

## Los lienzos
Las pinturas se presentan aquí de izquierda a derecha según la forma en que están dispuestas alrededor del altar de la capilla Contarelli. Esta organización también sigue la cronología de la historia de San Mateo, que primero fue llamado por Jesús, luego escribe su Evangelio y finalmente muere como mártir.
En La Vocación que decora la pared izquierda, aparece Cristo con Pedro a la derecha de la mesa: indica con la mano a Mateo,— entonces oficial de impuestos, que está sentado con varios compañeros en una mesa donde se cuenta el dinero—, que él puede seguirlo y convertirse en uno de sus apóstoles. 
La pintura central representa al mismo Mateo mayor, que escribe su versión del Evangelio: su escritura está dirigida por un ángel que vuela sobre su cabeza y parece explicar o dictar su contenido. 
Finalmente, la imagen en la pared derecha representa la muerte de Mateo, asesinado en su iglesia durante un servicio religioso y en medio de una multitud abigarrada; un ángel también está presente y le da la palma de los mártires .

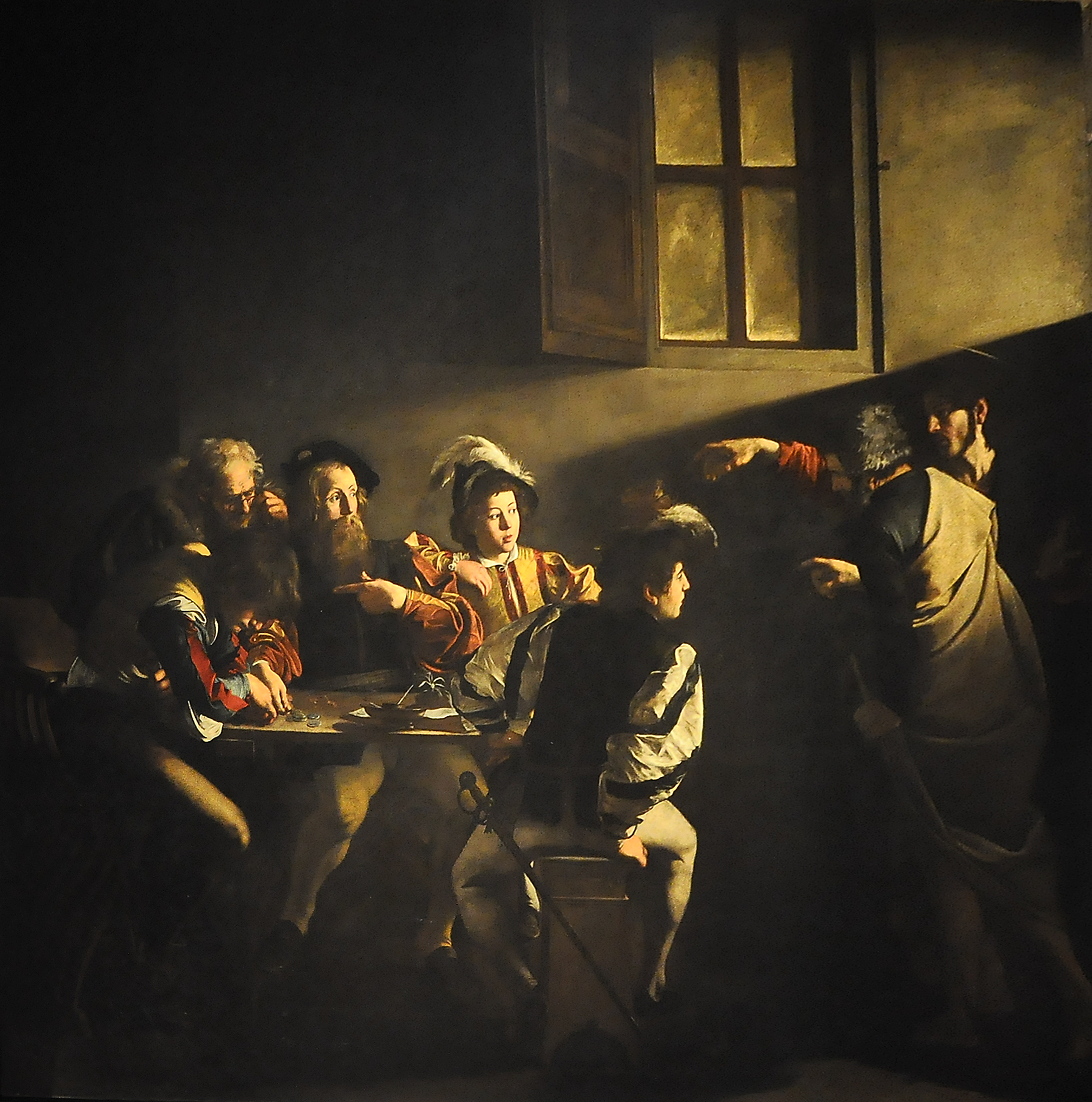
La vocación de San Mateo.
La inspiración de San Mateo (segunda versión).
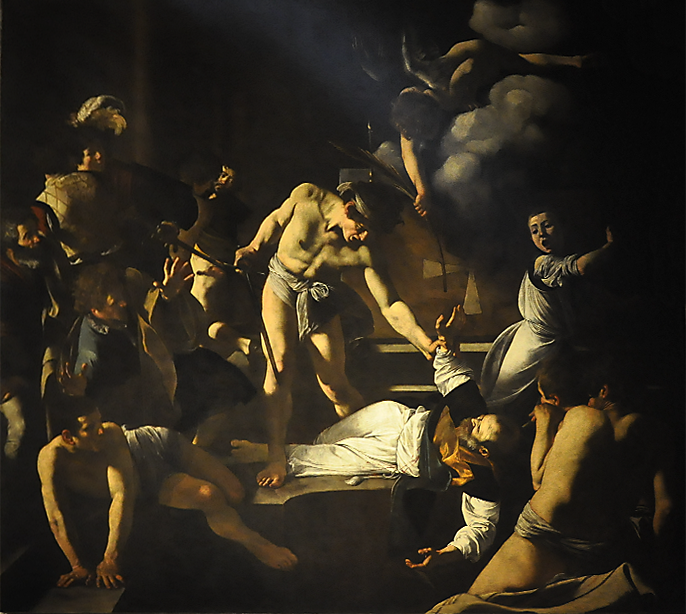
El martirio de San Mateo.

### San Mateo
El comisionado inicial de las pinturas, el cardenal Matteo Contarelli, lleva el mismo nombre que el apóstol Mateo: esto obviamente no es una coincidencia ya que la capilla está destinada a recibir la tumba del cardenal, y por lo tanto en honor a su memoria. Por otra parte, la historia de Mateo es única para complacer al prelado que quiere asociar su profesión publicano, y por lo tanto responsable de la recaudación de impuestos en la administración romana, se trata de una clase social más alta y para todos los apóstoles de Cristo, la de Mateo es la que mejor representa su cultura. Como evangelista, Mateo ocupa un lugar primordial: la Iglesia católica le ha dado un primer lugar en su liturgia. Su hipotética precedencia histórica en la redacción de los Evangelios es, por su parte, muy controvertida desde la hipótesis de Johann Jakob Griesbach.
El apóstol Mateo aparece bajo este nombre únicamente en el evangelio según Mateo(Mt|9|9): se le presenta sentado en «una oficina» donde Jesús viene a buscarlo; el Evangelio según Marcos reprende la escena idéntica pero con el personaje llamado «Levi», como lo hace el Evangelio según Lucas (Lc|5|27) y declarando que es el «hijo de Alfeo» (Mc|2|14). Esta profesión de recaudador de impuestos era muy impopular entre los judíos, debido a su proximidad con el poder romano en cuyo nombre se ejerce. En cada versión de esta historia, Mateo/Levi sigue inmediatamente a Cristo cuando lo llama; Lucas incluso dice que lo sigue «dejando todo».(Lc|5|28) Una comida se organizó entonces por Mateo, quien reunió a «publicanos y pecadores», y Jesús, a quien se culpa por ello, explica que no vino a llamar a los justos, sino precisamente a los pecadores. Este episodio de la llamada de Mateo por Jesús, coincide con la escena representada en La vocación de Caravaggio, aunque muchos elementos en esta escena (paisaje, personajes) caen bajo la interpretación o la imaginación del pintor.
Sin embargo, la escena de la redacción del Evangelio, bajo la dirección de un ángel, así como la del martirio de San Mateo evangelizador de Etiopía, no están en ningún texto bíblico. Pero la leyenda dorada de Santiago de la Vorágine explica que Efigenia hija del rey Egipo de Etiopía, fue dedicada a Dios por Mateo; cuando Hirtaco sucedió al rey, quiso casarse con Efigenia, Mateo le explicó que ya estaba consagrada al Señor, fue entonces cuando Hirtaco enfurecido mandó a sus hombres a matar a Mateo al pie del altar en a celebración de una misa.

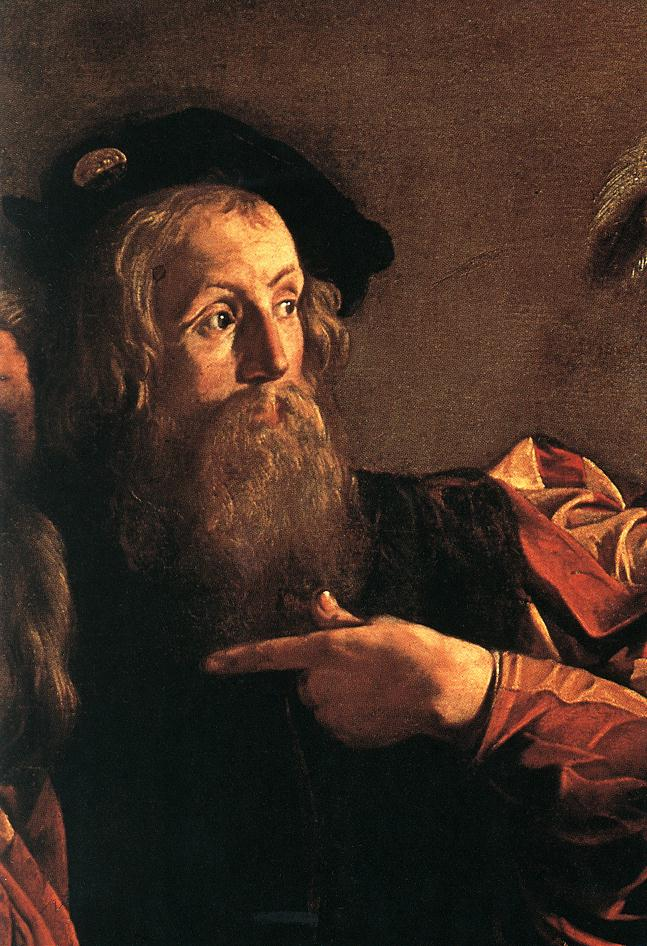
El publicano Mateo (alias Lévi) es llamado par Cristo.
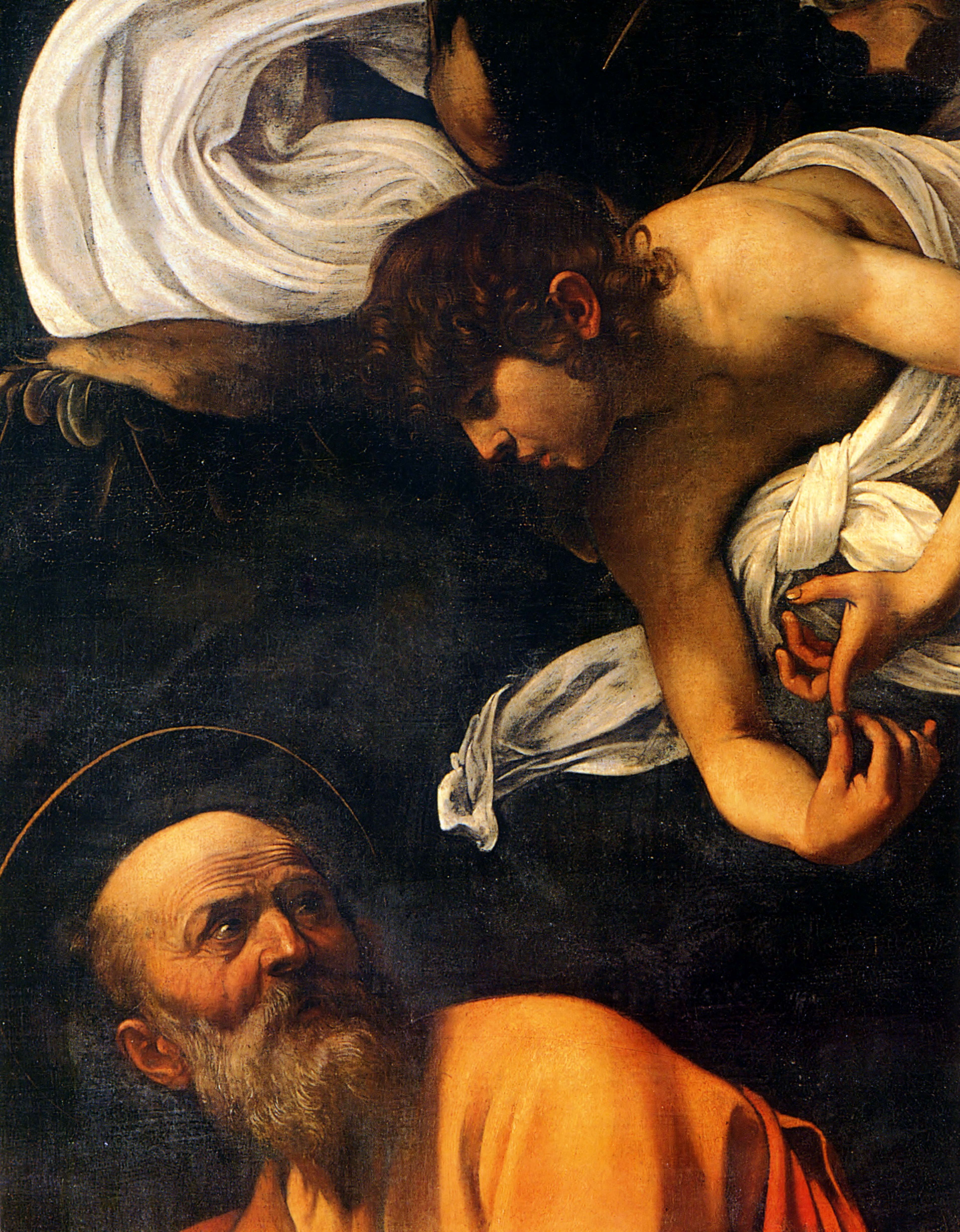
Mateo redacta su Evangelio, guiado por un ángel.
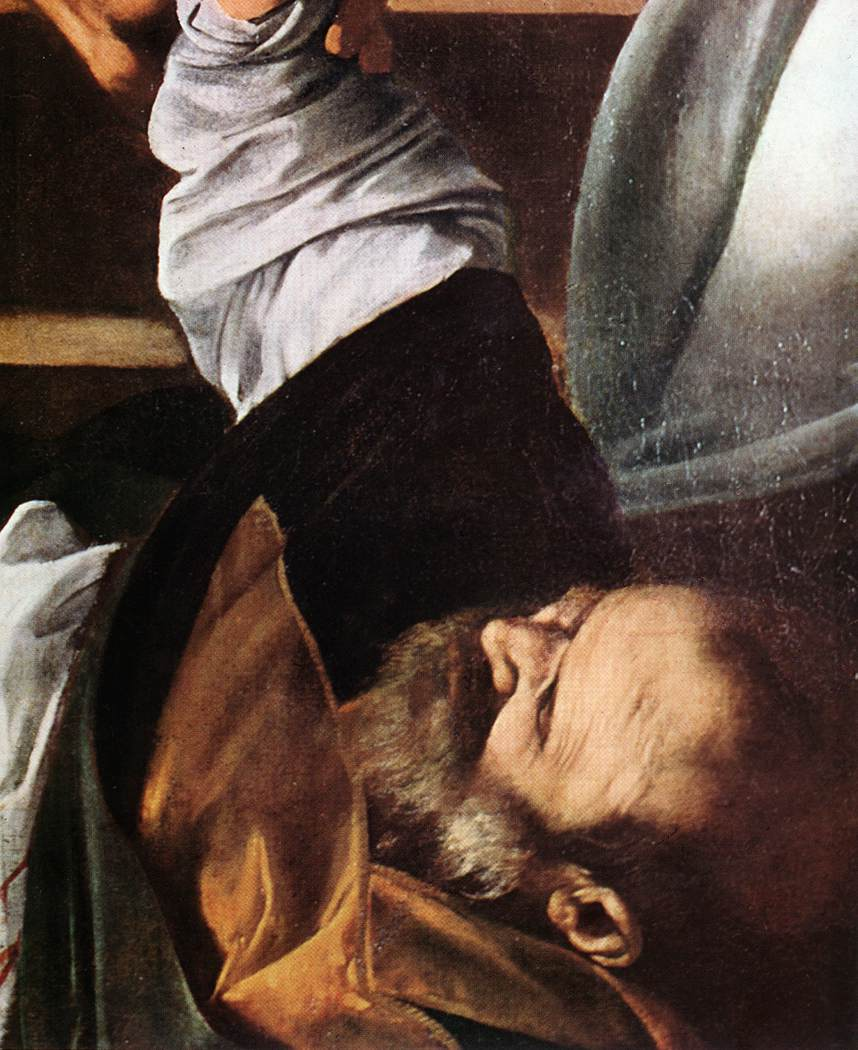
Muerte del apóstol Mateo en su iglesia en Etiopía.

### Modelos e influencia

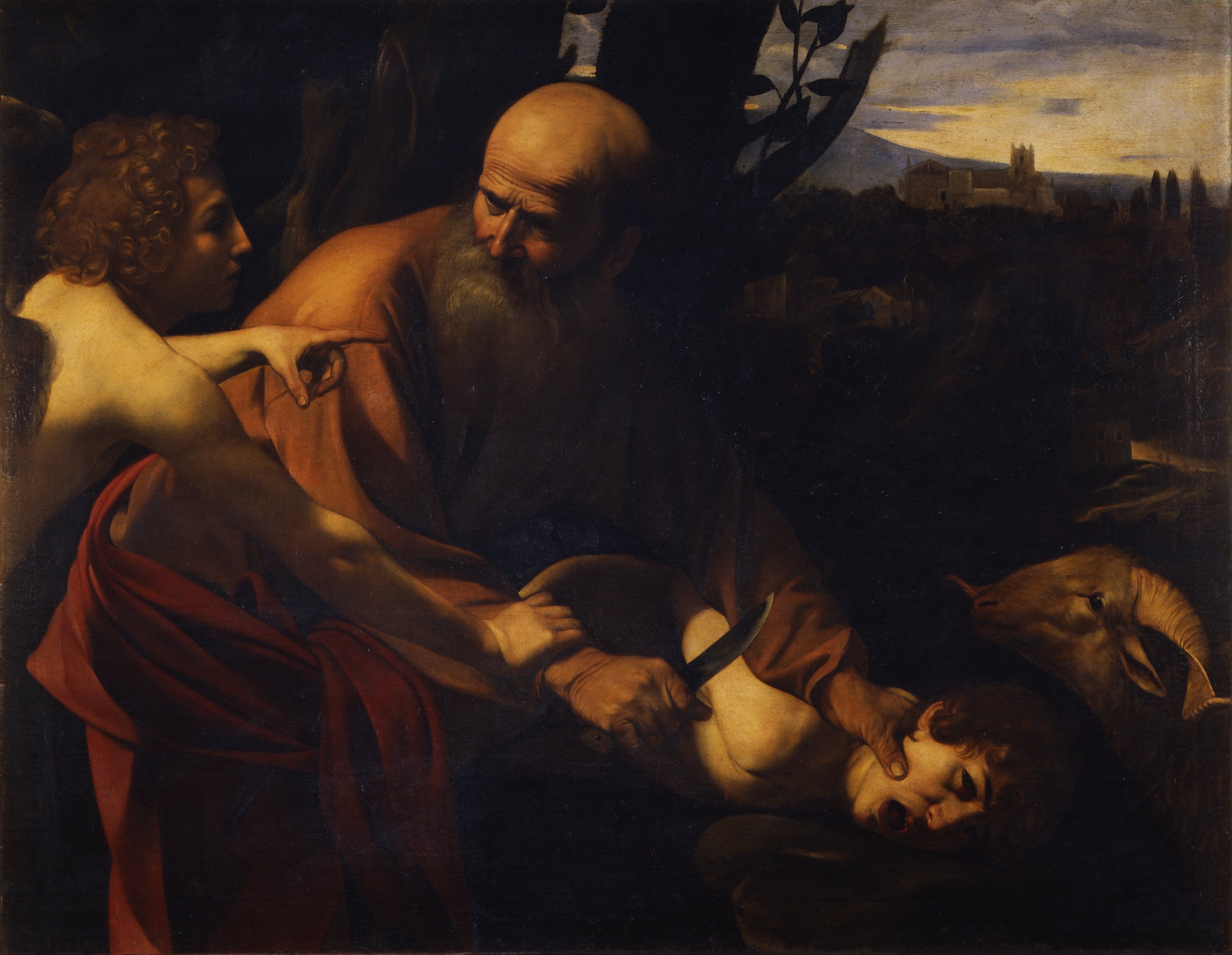
Caravaggio, El sacrificio de Isaac, c. 1597-1598 Galería Uffizi, Florencia.

El modelo de Mateo, que está representado, lógicamente, cada vez más envejecido de una tabla a otra, es probablemente el mismo que se encuentra en el sacrificio de Isaac, y más tarde en San Jerónimo en meditación y en La incredulidad de santo Tomás. También es creíble que el joven elegante visto desde atrás en la Vocación está pintado con el mismo patrón que el ángel del El sacrificio de Isaac. El ángel que visita a Mateo podría mientras tanto tener los mismos rasgos que Isaac en el Sacrificio o el joven San Juan Bautista del carnero, o ese cupido en El amor victorioso. Mario Minniti, pintor siciliano y amigo de Caravaggio, estaría representado en el hombre joven con sombrero de plumas en el centro de La Vocación, así como en el margen izquierdo del Martirio, todavía decorado con un sombrero de plumas, como tal vez en una de las dos versiones de La buenaventura y Apolo tocando el laúd.
Otras figuras son más anónimas pero no menos identificables con fuentes conocidas. El verdugo y los desnudos del Martirio, son parecidos a los personajes que Annibale Carracci representa en sus frescos en el Palacio Farnesio , hacen eco de los desnudos del techo de la Capilla Sixtina ; la mano de Cristo en La vocación , incluso parece ser una cita directa de la de Adán en La creación de Adán de Miguel Ángel. Las referencias también se pueden encontrar entre los pintores del norte de Italia, como Tiziano, de quien Caravaggio, pudo tomar la figura bien conocida para el acólito a la derecha del Martirio, o como Giovanni Girolamo Savoldo, quien acentúa la magnitud de los gestos de sus personajes; por el contrario, por el contrario Caravaggio parece demarcarse de la influencia de Rafael Sanzio.

## Elecciones artísticas

### Composición

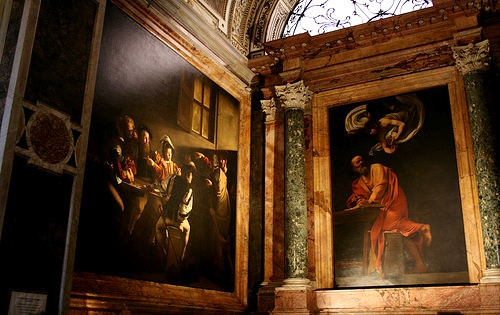
Dos de las tres pinturas de la capilla (La Vocación y San Mateo y el Ángel), vistas en su entorno.

La comisión que se le pasó a Caravaggio es para él una novedad en más de un aspecto: además de que ser su primera comisión oficial y de tema religioso, también debe realizar pinturas de gran formato, que integren más personajes que en sus pinturas anteriores. Optó por una nueva solución, en línea con el claroscuro de Leonardo da Vinci en el «ahogamiento» en una densa sombra gran parte de la superficie del lienzo, e iluminar sus personajes fuertemente. Para Mina Gregori, esta elección de una iluminación de alto contraste en las dos tablas laterales es un cambio importante en su enfoque pictórico en relación con la transparencia de sus trabajos anteriores: que le permite obtener un efecto de relieve sólido y del volumen. Esta intención ya fue marcada por Bellori en el siglo XVII, cuando se da cuenta de que el efecto de enfoque de la luz ayuda a «para sacar más fuerza de la vehemencia del claroscuro».
La elección de fuentes de iluminación está directamente relacionada con la instalación de las pinturas en la capilla: la Vocación, a la izquierda, recibe una luz que viene de arriba y de la derecha, mientras que el Martirio, ubicado a la derecha, se ilumina con lo contrario, y la imagen central con el ángel está iluminada desde arriba. Todo está hecho para dar la impresión de que es la ventana central de la capilla la que ilumina las pinturas, aunque ella por sí sola da muy poca luz, ya que la capilla es particularmente oscura; Bellori también nota esta restricción, y agrega en particular una crítica sobre la elección del color del pintor: «la oscuridad de la capilla y el color roban de la vista a la Vocación y el martirio».

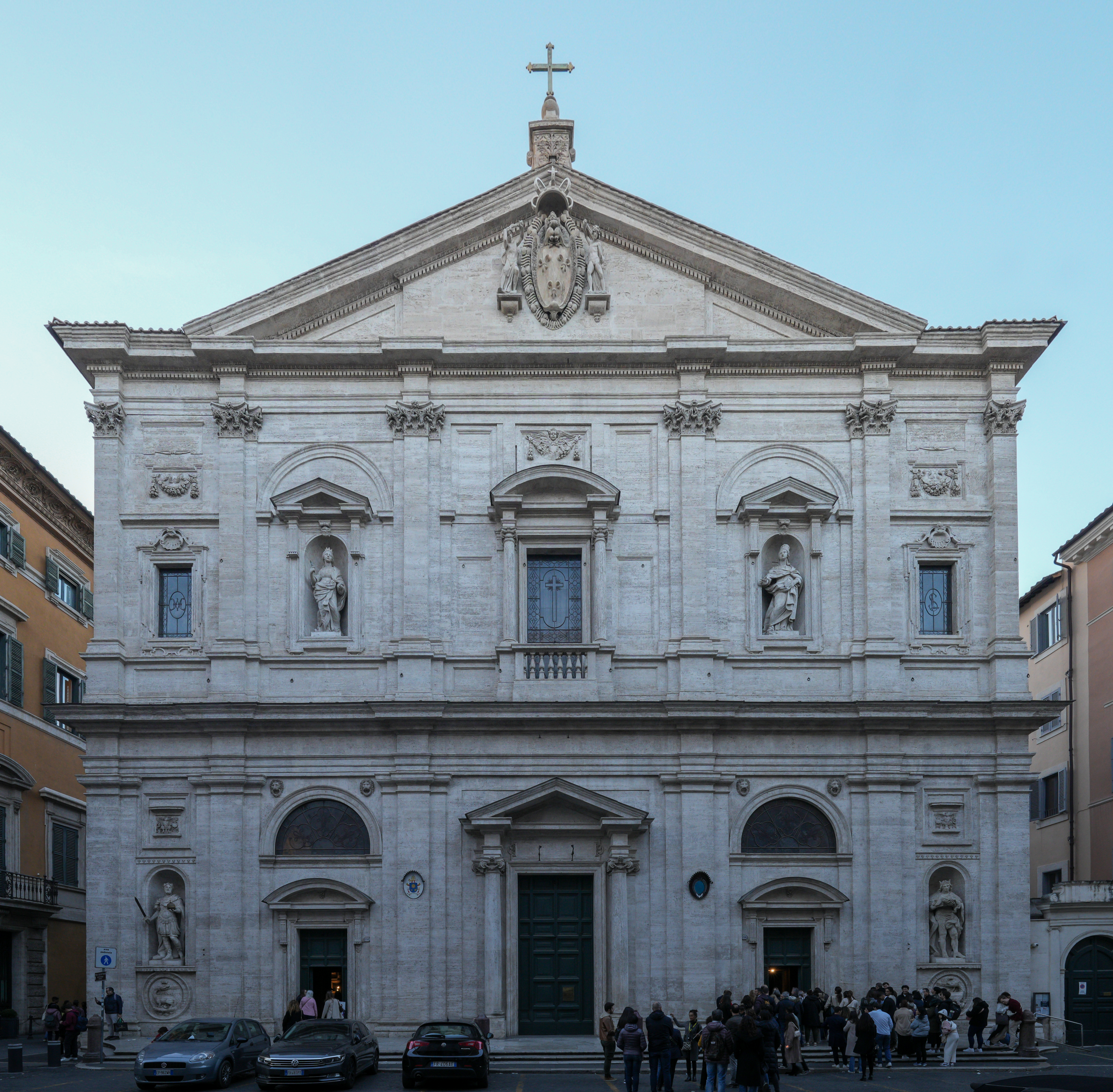
Fachada de la Iglesia de San Luis de los Franceses en Roma, qui abriga en su interior los tres cuadros de Caravaggio.

La composición de las obras se encuentra con la doble restricción de integrarlas en el espacio de la capilla a la vez que las conecta. Por lo tanto, los personajes de los dos lienzos laterales están todos representados en la misma escala; por otro lado, estos dos lienzos comparten un horizonte idéntico, que pasa por los ojos de Cristo en la Vocación y los del verdugo en el Martirio; pero la posición de tablas obliga a percibir estas líneas con una distorsión que acentúa el efecto dramático. Debido a la situación de la capilla, ubicada al final de la nave y a la izquierda, el espectador que llega allí descubre el Martirio, cuya profundidad y amplitud son una extensión del espacio de la iglesia; pero cuando entra en la capilla, el espacio está claramente delimitado de la tabla de La Vocación haciendo eco de la sensación de constricción que puede sentir allí. Estos elementos de contexto fueron cuidadosamente medidos por Caravaggio, quien en ese momento únicamente tenía que cruzar la calle para pasar a su taller del Palazzo Madama a la Iglesia de San Luis de los Franceses.

### Correcciones

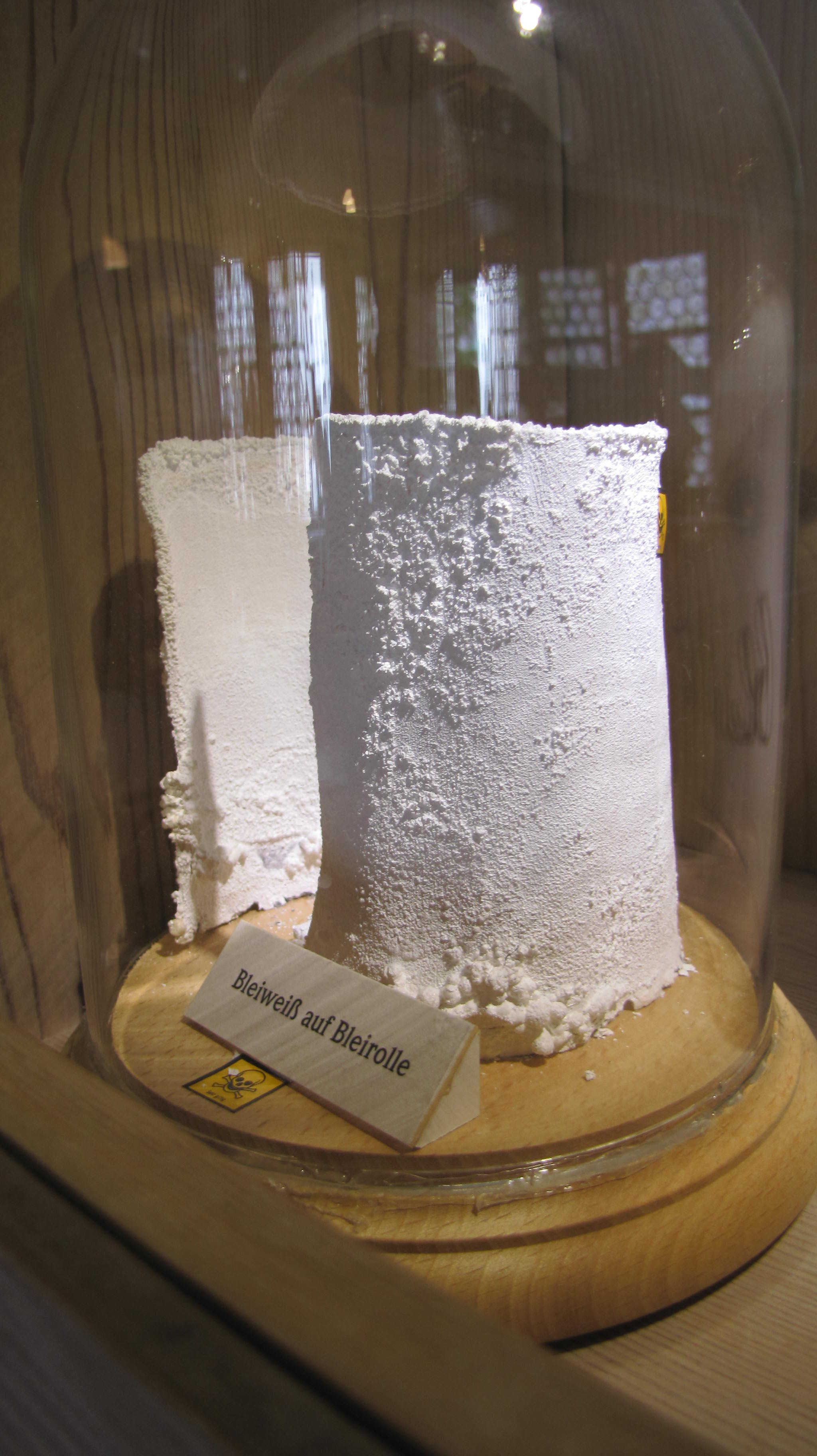
El blanco de plomo empleado por Caravagio para sus fondos y para los trazos preparatorios permite encontrar ciertas etapas de su proyecto inicial gracias de la radiografía.

Como no se conoce ningún dibujo preparatorio de la mano de Caravaggio, únicamente los análisis científicos permiten comprender las etapas y las posibles modificaciones durante la ejecución de sus pinturas. No se detecta ningún patrón subyacente, pero las incisiones son visibles en la superficie del lienzo, probablemente marcadas por el mango del pincel y que permiten tener marcas en la reparación de la composición —por ejemplo, en el contorno de la pantorrilla derecha de Mateo con el ángel—..
Sin embargo, un estudio radiográfico realizado en 1952 por el historiador de arte Lionello Venturi, muestra que bajo la pintura del Martirio se esconden varios personajes esbozados, que el pintor finalmente optó por reemplazar o modificar, y estos personajes —más numerosos que en la versión final— son relativamente pequeños en tamaño.
Caravaggio habría ejecutado la Vocación después de esta primera versión del Martirio; entonces habría corregido varios elementos del Martirio para simplificar la composición, y para hacer coincidir mejor el tamaño de sus personajes con los de la otra pintura. En cuanto a la Vocación, los rayos X muestran menos cambios: el más notable, sin embargo, es que Cristo estaba inicialmente solo, y que el apóstol Pedro apareció junto a él en un segundo tiempo.

### Pigmentos
Las técnicas y la paleta típicas de Caravaggio ya se encuentran en estas obras de la época romana. Los fondos oscuros están compuestos de blanco de plomo y una gran cantidad de negro vegetal, ocre rojo y tierra de sombra; el resto de la paleta es bastante limitada: amarillo y rojo, cinabrio, cardenillo, laca de garance le permitieron obtener quince tonos que van desde el más cálido de la Vocación hasta el más frío del Martirio, y así responder las necesidades dramatúrgicas de las escenas pintadas. Es posible que la elección de los tonos, también dependiera de los que tenían los mármoles de colores vecinos de la capilla.